# Marietta (Georgia)
Marietta è una città degli Stati Uniti d'America, capoluogo della Contea di Cobb nello stato della Georgia. 
La città è posta a nord-ovest di Atlanta e fa parte dell'area metropolitana di quest'ultima.
Al censimento del 2000 possedeva una popolazione di 58 478 abitanti, passati a 56 579 nel 2010.
La rock band Third Day è originaria della città.